# Juvardeil
 Juvardeil  es una comuna y población de Francia, en la región de Países del Loira, departamento de Maine y Loira, en el distrito de Segré y cantón de Châteauneuf-sur-Sarthe.
Su población en el censo de 1999 era de 766 habitantes.
Está integrada en la Communauté de communes du Haut-Anjou .

## Demografía
| 550 | 539 | 605 | 654 | 779 | 766 |
| Para los censos de 1962 a 1999 la población legal corresponde a la población sin duplicidades (Fuente: INSEE [Consultar]) |     |     |     |     |     |